# Circolo virtuoso e circolo vizioso
Le espressioni  circolo virtuoso e circolo vizioso intendono riferirsi a una combinazione stabile di due o più condizioni tali per cui il mantenimento di ciascuna condizione contribuisce al mantenimento di tutte le altre attraverso un meccanismo di retroazione positiva.
Se tali condizioni sono considerate desiderabili si tratterà di circolo virtuoso, viceversa se le condizioni sono sgradite si parlerà di circolo vizioso. Nel caso più semplice che le condizioni siano due, esse sono concatenate direttamente per cui l'una è la causa dell'altra e viceversa.

## Esempi

### Linguaggio comune
Un esempio di circolo vizioso è il "serpente che si mangia la coda", usato verbalmente anche per figurare un loop di azioni che non portano alcun miglioramento.

### Economia
Un esempio di due condizioni che possono essere legate da un circolo virtuoso sono l'andamento economico di un'azienda quotata in borsa e la fiducia degli investitori nell'azienda stessa. Se l'andamento in borsa dell'azienda dovesse risultare positivo, la fiducia degli investitori aumenterebbe portando così ad ulteriori investimenti; ma gli investimenti comportano un accrescimento della quotazione in borsa, che induce ulteriore investimenti e soprattutto la comparsa di fenomeni di speculazione.

### Psicologia
Un esempio di circolo vizioso in psicologia può essere rappresentato dall'isolamento a cui un individuo può essere soggetto per introversione. Poiché la persona è introversa, non cercherà mai di allacciare relazioni sociali con gli altri o di stabilire un certo grado di comunicazione più intimo, risultando un estraneo per il circolo sociale che difficilmente si aprirà a lui. D'altro canto, il disinteresse e la distanza percepiti faranno chiudere ancora più in sé stesso l'individuo, che così sarà ancora meno invogliato ad esporsi nei confronti dei coetanei; in caso di interazioni, l'individuo per timidezza o scarsa confidenza potrebbe perciò essere ritenuto asociale, suscitando la stigmatizzazione del resto del gruppo che lo escluderà ancora di più (generando alla fine un effetto Pigmalione).

## Rottura del circolo
Si usa dire rompere il circolo (virtuoso o vizioso) per indicare un evento tale da cambiare almeno una di queste condizioni in modo che le eventuali altre condizioni cambino spontaneamente ed il circolo non sussista più, mentre si dice "invertire il circolo" nel caso la rottura del circolo precedente porti al verificarsi ad un circolo di tipo opposto.
Nei casi sopracitati, la rottura del circolo vizioso può avvenire quando per esempio un individuo della comitiva decide spontaneamente di approcciare la persona esclusa e cercare di stabilire per primo un rapporto con lui, superando sia la diffidenza del gruppo che l'introversione del ragazzo. Una inversione del circolo invece può avvenire in caso gli speculatori, continuando ad investire nell'azienda, hanno comportato un aumento della domanda a cui è corrisposto poi un aumento dei prezzi in una bolla speculativa. Questo aumento dei prezzi scoraggia però ulteriori investimenti e favorisce le cessioni di titoli azionari, causando la riduzione della partecipazione degli investitori nel titolo con conseguente diminuzione della quotazione in borsa, la quale a sua volta fa calare ulteriormente gli investimenti causando il crollo dei titoli per effetto domino.